# Bistrița (okręg Neamț)
Bistrița – wieś w Rumunii, w okręgu Neamț, w gminie Alexandru cel Bun. W 2011 roku liczyła 1881 mieszkańców.